# Rörblad

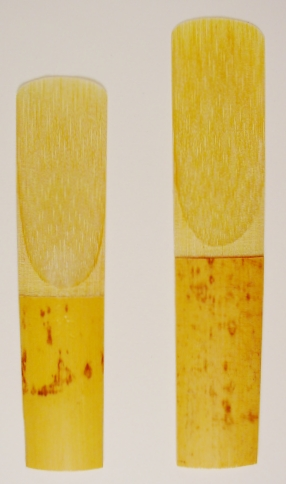
Platta enkelrörblad till altsaxofon (vänster) och tenorsaxofon

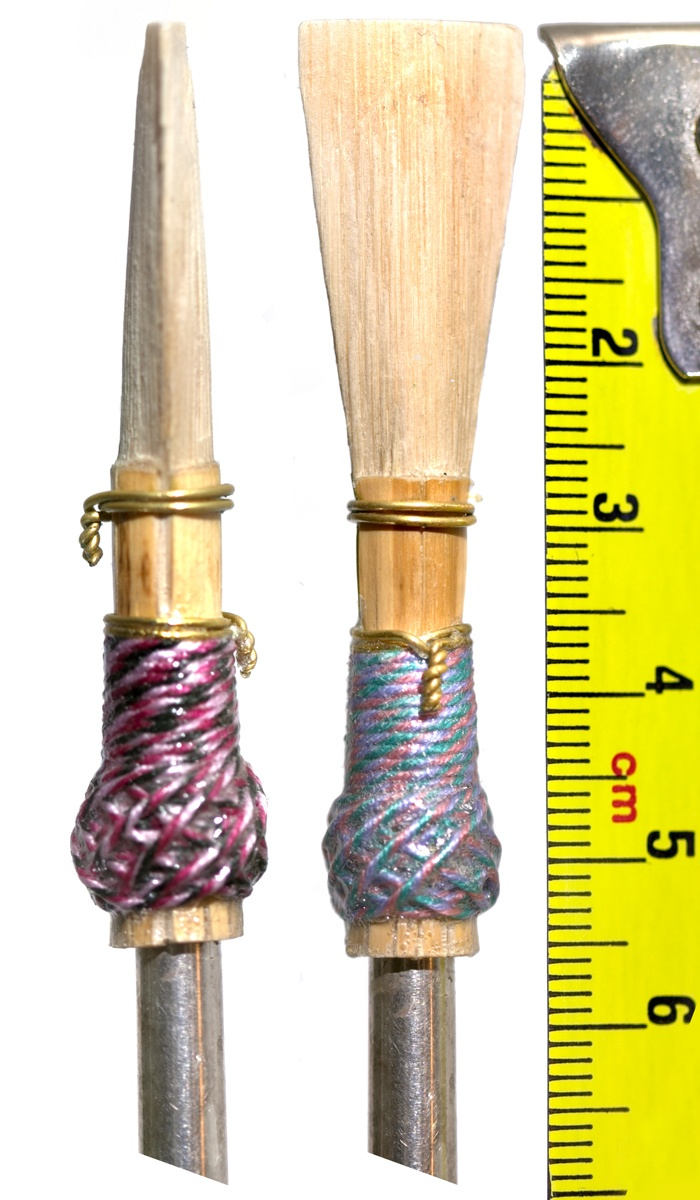
Dubbelrörblad till fagott

Rörbladet (kortform röret) är den del av ett träblåsinstrument i vilken genomströmmande luft producerar ett ljud. Rörbladet tillverkas vanligen av gräsväxten Arundo donax eller någon lokal form av vass. Även varianter av t.ex. kolfiber eller plast börjar bli allt vanligare. Beroende på instrument har rörbladet  olika form:
- Platta enkelrörblad, bestående av en platt skiva med en vass kant som anblåses. Denna typ används bland annat till klarinett och saxofon, och fästs vid ett munstycke.
- Runda enkelrörblad, som utgörs av ett vassrör med en uppskuren tunga, och används till vissa typer av säckpipor.
- Dubbelrörblad, av två hopmonterade vasskivor, som båda vibrerar och slår mot varandra. Dubbelrörblad används till oboe, fagott, guanzi, houguan, suona och vissa typer av säckpipor.

Rörbladen tillverkas med olika graderad styvhet, som väljs av musikanten alltefter egen rutin och musikstyckets art. Nybörjare startar oftast med mjuka rör, eftersom dessa är lättare att få ton i även med sämre embouchure. Rörblad i naturmaterial slits med tiden, och utgör därför förbrukningsvara för dessa typer av blåsinstrument.

## Etymologi
Benämningen rör avser i detta fall inte "en ihålig cylinder", utan kommer av ett ålderdomligt namn för vass, säv, och liknande gräs och halvgräs. Jämför fågelarterna rörsångare och rördrom, som trivs i vassbestånd.